# Sam Heughan
Sam Roland Heughan (New Galloway, 30 de abril de 1980) é um ator, empresário, produtor,  escritor, autor e filantropo escocês, conhecido internacionalmente pelo seu personagem Jamie Fraser na série de televisão Outlander, transmitida pela Starz, pelo qual venceu o People's Choice Award como melhor ator e o Saturn Award pelo Melhor Ator em Televisão, além de ter recebido uma indicação ao Critics' Choice Television Award como melhor ator em série de drama. 

## Biografia
Sam nasceu em New Galloway, Dumfries and Galloway, na Escócia. Segundo uma entrevista que deu à revista Interview, os seus pais deram-lhe o nome em honra da personagem Samwise Gamgee de O Senhor dos Anéis e fizeram o mesmo com o seu irmão, Cirdan.
Sam cresceu numa casa remodelada a partir de um estábulo e localizada no terreno de um castelo. Até aos 14 anos a sua turma na escola era composta por apenas quatro alunos. Depois de terminar o ensino secundário, Sam passou dois anos a viajar e a trabalhar enquanto tentava decidir o que queria fazer profissionalmente. Acabou por seguir a área da representação e participou na Lyceum Youth Theatre, uma companhia de teatro de Edimburgo, durante um ano. Mais tarde estudou na Royal Scottish Academy of Music and Drama (atualmente o Royal Conservatoire of Scotland) em Glasgow. Quando ainda estava no primeiro ano do curso, em 2003, Sam foi nomeado para um Lawrence Olivier Award na categoria de Ator Mais Promissor pela peça Outlying Islands.
Sam é benfeitor da Youth Theater Arts Scotland, uma organização que promove a criação de peças de teatro por jovens e adolescentes para que estes ganhem confiança na área; e da Leukemia and Lymphoma Research, uma das principais instituições de caridade do Reino Unido que se dedica exclusivamente à angariação de dinheiro para a investigação de doenças relacionadas com cancros no sangue.
Títulos Honorários
O ator Recebeu diversos títulos honorários de universidades na Escócia em reconhecimento às suas contribuições artísticas e trabalhos filantrópicos. Em junho de 2019, a Universidade de Stirling concedeu-lhe um doutorado honorário por sua destacada contribuição à atuação e às causas de caridade. No mês seguinte, em julho de 2019, a Universidade de Glasgow também o homenageou com um doutorado honorário, reconhecendo seu sucesso artístico e trabalho filantrópico. 
Mais recentemente, em 7 de julho de 2022, o Royal Conservatoire of Scotland (RCS) concedeu a Heughan um doutorado honorário durante a cerimônia de formatura, celebrando suas realizações no campo das artes.
Filantropia
Em 2015, ele fundou o My Peak Challenge (MPC), um movimento global que incentiva seus membros a adotarem um estilo de vida mais saudável e equilibrado, ao mesmo tempo em que arrecada fundos para causas nobres. O MPC oferece programas abrangentes de bem-estar físico e mental, promovendo uma comunidade internacional unida pelo desejo de crescimento pessoal e impacto positivo no mundo. 
A dedicação de Heughan à filantropia é evidente nos resultados alcançados pelo MPC. Até o momento, a iniciativa arrecadou mais de 7,4 milhões de dólares para diversas causas, incluindo a pesquisa de tratamentos para o câncer no sangue, questões ambientais e combate à fome mundial. Além disso, o programa contribuiu para o plantio de 700.000 árvores e forneceu mais de 10 milhões de refeições a necessitados. 
A empatia e o compromisso de Heughan com o bem-estar alheio transcendem sua carreira artística, consolidando-o como uma figura inspiradora que utiliza sua influência para promover mudanças significativas na sociedade.
Empresas de bebida
Ele expandiu sua carreira para o mundo dos destilados com a criação da marca Sassenach Spirits. A marca oferece uma seleção refinada de bebidas, incluindo uísque, gin e tequila, todas refletindo a dedicação de Heughan à qualidade e à tradição.
The Sassenach Blended Scotch Whisky
Lançado em 2020, o Sassenach Blended Scotch Whisky rapidamente conquistou reconhecimento internacional. Este uísque premium é uma mistura de single malts envelhecidos e um single grain orgânico de 20 anos, desenvolvido em colaboração com o master blender Michael Henry. Desde seu lançamento, recebeu diversos prêmios, incluindo:
- Double Gold na San Francisco World Spirits Competition em 2020 e 2021.
- Best in Class na categoria de blended Scotch sem declaração de idade na San Francisco World Spirits Competition de 2024. 
The Sassenach Wild Scottish Gin
Em 2023, Heughan expandiu sua linha com o lançamento do Sassenach Wild Scottish Gin. Destilado na Escócia, este gin London Dry incorpora botânicos locais, como zimbro escocês, ruibarbo, urze, resina de pinho, folhas de amora, blaeberry (mirtilo escocês), maçã silvestre e aveia tostada, refletindo os sabores autênticos da paisagem escocesa. O gin já foi reconhecido com:
- Medalha de Ouro na New York World Wine & Spirits Competition de 2023.
- Medalha de Ouro na Singapore World Spirits Competition de 2023.
- Medalha de Ouro na Spirits Business Autumn Tasting de 2023.
- Medalha de Ouro no Beverage Testing Institute de 2023. 
The Sassenach Select Tequila
Demonstrando sua versatilidade, Heughan colaborou com o master distiller Antonio 'Tony' Salles da destilaria El Tequileño para criar o Sassenach Select Tequila. Esta edição limitada combina a tradição mexicana com a visão inovadora de Heughan, resultando em uma tequila que reflete a fusão de culturas e a paixão por destilados de alta qualidade. 
A dedicação de Sam Heughan à arte da destilação e seu compromisso com a excelência são evidentes em cada produto da Sassenach Spirits, que continua a receber aclamação tanto de críticos quanto de apreciadores ao redor do mundo. 

## Carreira
Os primeiros anos da carreira de Sam foram dedicados quase exclusivamente ao teatro com produções um pouco por todo o Reino Unido.
Em 2009 teve o seu primeiro papel de maior relevo quando foi escolhido para interpretar Scott Nielson, o namorado da enfermeira Cherry Malone e traficante de droga na telenovela da BBC, Doctors. Em 2011 interpretou o papel de Princípe Ashton no telefilme A Princess for Christmas do Hallmark Channel, juntamente com a atriz Katie McGrath como protagonista.
No mesmo ano protagonizou o drama da BBC, First Light e, em 2012 interpretou o papel de Batman no espetáculo Batman Live. Nesta altura surgiu nas notícias por ter oferecido assistência na detenção de um homem que tentava roubar DVD's numa loja.
Em 2013, Sam foi escolhido para interpretar o papel de Jamie Fraser, o protagonista masculino da série Outlander no canal Starz. Ele foi o primeiro ator a ser contratado para a série e a sua escolha foi bastante elogiada por Diana Gabaldon, a autora da série de romances na qual se baseia a série. Ela afirmou: "Oh. Meu. Deus. Aquele homem é um escocês nato e é o Jamie Fraser. Depois de ver o Sam Heughan não apenas a representar, mas a encarnar o Jamie sinto-me muito agradecida por a equipa de produção prestar uma atenção tão detalhada à alma da história e das personagens".
Em 2015, Sam juntamente com a atriz Melissa Benoist foram escalados para estrelar o filme "Oxford", uma adaptação cinematográfica do romance homônimo de Julia Whelan. O projeto gerou grande expectativa entre os fãs, especialmente devido ao sucesso de Sam na respectiva série de televisão, "Outlander" e Melissa começaria a ganhar notoriedade com a aclamada série "Supergirl" que ainda não havia sido lançada. No entanto, apesar do anúncio e do entusiasmo inicial, o filme não foi lançado. As razões específicas para o cancelamento ou adiamento do projeto não foram divulgadas publicamente, deixando os admiradores sem uma explicação concreta sobre o destino do filme.

## Livros
Sam Heughan, além de sua carreira como ator, destacou-se no mundo literário com diversas publicações que refletem seu amor pela Escócia e suas experiências pessoais.
Em 2020, em parceria com seu colega de elenco Graham McTavish, lançou "Clanlands: Whisky, Warfare, and a Scottish Adventure Like No Other". Este livro é um relato de viagem que explora a história, cultura e paisagens escocesas, combinando humor e insights pessoais. A obra alcançou o primeiro lugar na lista de bestsellers do The New York Times para não-ficção em capa dura.
Dando continuidade ao sucesso, a dupla publicou "The Clanlands Almanac: Seasonal Stories from Scotland" em 2021. Este almanaque oferece uma jornada sazonal pela Escócia, apresentando histórias, tradições e reflexões pessoais que celebram o espírito escocês ao longo do ano.
Em 2022, Heughan lançou sua autobiografia intitulada "Waypoints: My Scottish Journey". Neste livro, ele compartilha memórias íntimas e experiências de vida, proporcionando aos leitores uma visão profunda de sua jornada pessoal e profissional.
Além disso, Heughan anunciou "The Cocktail Diaries: A Spirited Journey – with Recipes", previsto para lançamento em 2025. Esta obra promete levar os leitores a uma viagem pelo mundo dos coquetéis, combinando receitas com histórias envolventes.
As publicações de Sam Heughan não apenas destacam sua versatilidade como autor, mas também aprofundam sua conexão com a cultura escocesa, oferecendo aos leitores uma perspectiva autêntica e pessoal de suas paixões e experiências.

## Filmografia

### Filmes
| Ano  | Título                    | Papel        | Notas          |
| ---- | ------------------------- | ------------ | -------------- |
| 2001 | Small Moments             |              | Curta-metragem |
| 2010 | Young Alexander the Great | Alexander    |                |
| 2013 | Emulsion                  | Ronny Maze   |                |
| 2014 | Heart of Lightness        | Lyngstrand   |                |
| 2016 | When the Starlight Ends   | Jacob        |                |
| 2018 | The Spy Who Dumped Me     | Sebastian    |                |
| 2020 | Bloodshot                 | Jimmy Dalton |                |
| 2021 | To Olivia                 | Paul Newman  |                |
| 2023 | Love Again                | Rob Burns    |                |

### Televisão
| Ano             | Título                                       | Papel                       | Notas |
| --------------- | -------------------------------------------- | --------------------------- | --- |
| 2004            | Island at War                                | Philip Dorr                 | Minissérie; 5 episódios                                                                                            |
| 2005            | River City                                   | Andrew Murray               | 3 episódios |
| 2006            | The Wild West                                | John Tunstall               | Minissérie episódio: "Billy the Kid"                                                                               |
| 2007            | Midsomer Murders                             | Ian King                    | Episódio: "King's Crystal"                                                                                         |
| 2007            | Party Animals                                | Adrian Chapple              | 2 episódios |
| 2007            | Rebus                                        | Peter Carr                  | Episódio: "Knots and Crosses"                                                                                      |
| 2007            | A Very British Sex Scandal                   | Edward McNally              | Telefilme |
| 2009            | Breaking the Mould: The Story of Penicillin  | Dr Charles Fletcher         | Telefilme |
| 2009            | Doctors                                      | Scott Nielson               | 21 episódios |
| 2010            | First Light                                  | Geoffrey 'Boy' Wellum       | Telefilme |
| 2010            | Any Human Heart                              | Lieutenant McStay           | Episode 2 |
| 2011            | A Princess for Christmas                     | Prince Ashton of Castlebury | Telefilme |
| 2014–presente   | Outlander                                    | Jamie Fraser                | Gold Derby Award de Melhor Ator numa série dramática Nomeação– Saturn Award de Melhor Ator Secundário na Televisão |
| 2021            | Men in Kilts: A Roadtrip with Sam and Graham | Ele mesmo                   | 2 temporadas |
| 2023 - presente | The Couple Next Door                         | Danny                       | Série com 6 episódios                                                                                              |

### Teatro
| Ano     | Título              | Papel                      | Teatro                               | Notas                                                    |
| ------- | ------------------- | -------------------------- | ------------------------------------ | -------------------------------------------------------- |
| 2002    | Outlying Islands    | John                       | Royal Court Theatre Upstairs, London | Nomeação – Laurence Olivier Award de Ator Mais Promissor |
| 2005    | Knives in Hens      | Pony William               | TAG Theatre Company, Glasgow         |                                                          |
| 2007    | The Vortex          | Tom Veryan                 | Royal Exchange Theatre, Manchester   |                                                          |
| 2007    | Hamlet              | Guildenstern, Fortinbras   | Citizens Theatre, Glasgow            |                                                          |
| 2007    | The Pearlfisher     | Roderick, Eddie the Gaffer | Traverse Theatre, Edinburgh          |                                                          |
| 2008    | Romeo and Juliet    | Paris                      | Dundee Repertory Theatre             |                                                          |
| 2008    | Macbeth             | Malcolm, murderer          | Royal Lyceum Theatre, Edinburgh      |                                                          |
| 2009    | Plague Over England | Gregory                    | Duchess Theatre, West End            |                                                          |
| 2011–12 | Batman Live         | Batman                     | Touring show                         |                                                          |
| 2012    | King John           | King John                  | Oran Mor theatre                     |                                                          |